# Hrabstwo Billings

Piramida wieku hrabstwa

Hrabstwo Billings (ang. Billings County) to hrabstwo w stanie Dakota Północna w Stanach Zjednoczonych. Hrabstwo zajmuje powierzchnię 2 987,29 km². Według szacunków United States Census Bureau w roku 2006 miało 829 mieszkańców. Siedzibą hrabstwa jest Medora.

## Geografia
Hrabstwo Billings zajmuje powierzchnię całkowitą 2 987,29 km², z czego 2 982,14 km² to powierzchnia lądowa, a 5,15 km² (0,2%) to powierzchnia wodna.
Na terenie hrabstwa znajduje się południowy oddział Parku Narodowego Teodore Roosevelta.